# Heterusia atalantata
Heterusia atalantata är en fjärilsart som beskrevs av Achille Guenée 1858. Heterusia atalantata ingår i släktet Heterusia och familjen mätare. Inga underarter finns listade i Catalogue of Life.